# Бредлі Ченс Солтцман
Бре́длі Ченс Со́лтцман (англ. Bradley Chance Saltzman; нар. 1969) — американський воєначальник, генерал космічних сил США (2021), 2-й керівник космічних операцій США (з 2022). Генерал Ченс Солтцман є однією з найвидатніших постатей у сфері багатопрофільного командування і управління, особливо в аерокосмічному секторі. Завдяки його зусиллям і внескам його називають «батьком багатопрофільних операцій», що дозволило йому зайняти найвищу посаду в керівництві Космічних сил США.

## Біографія
Солтцман народився в окрузі Девісс, штат Кентуккі, 1969 року. Він виріс у Боулінг-Грін. Солтцман навчався в Бостонському університеті на стипендію Повітряних сил, який закінчив у 1991 році зі ступенем бакалавра історії. Пізніше він здобув ступінь магістра державного управління в Університеті Монтани в 1994 році і ступінь магістра стратегічного менеджменту в Школі бізнесу Університету Джорджа Вашингтона в 1998 році. Він також закінчив семінарські програми в Університеті Північної Кароліни в Чапел-Хілл та Гарвардській школі Кеннеді.
Солтцман пройшов базову підготовку ракетних військ на авіабазі Ванденберг, Каліфорнія, в 1992 році. У 1997 році він отримав відзнаку «Десантно-штурмовий значок» за успішне проходження курсу підготовки в Десантно-штурмовій школі армії. Він також здобув кваліфікацію офіцера з космічної зброї, закінчивши у 2001 році Школу озброєння ПС США.
Інша професійна військова освіта Солтцмана включала навчання в Школі офіцерів ескадрильї, командно-штабному коледжі ПС, Школі передових повітряно-космічних досліджень, Воєнному коледжі повітряних сил, Космічному інституті національної безпеки, Центрі творчого лідерства, Національному університеті оборони, Інституті оборонного бізнесу та Центрі розвитку доктрини та освіти ім. Ле Мея.

### Проходження військової служби
15 травня 1991 року Солтцман був призначений у ПС у званні другого лейтенанта за програмою підготовки офіцерів резерву Бостонського університету. Після отримання диплома з відзнакою служив на авіабазі Ванденберг у ракетних військах стратегічного призначення (МБР LGM-30 Minuteman). У 1996 році Солтцмана призначили до Управління директора відділу розвідки, спостереження та рекогносцировки ПС та Управління історії ПС. У 1998 році його призначили до Національного розвідувального управління (NRO), в оперативний відділ 4 (OD-4). У OD-4 він служив флайт-командером, старшим командиром польоту та командиром польоту з планування місії, відповідальним за планування, командування та контроль трьох угруповань розвідувальних супутників NRO.
У 2000 році Солтцман поступив на навчання до Школи озброєння ПС США, після закінчення якої у 2001 році, став інструктором у Школі.
З 2003 по 2007 рік проходив службу на різних посадах на авіабазі Ванденберг. У березні 2003 року його перевели на посаду начальника оперативної оцінки у стратегічній дивізії 14-ї повітряної армії під час операції «Свобода Іраку». У липні 2005 року був призначений першим начальником бойового планування Об'єднаного центру космічних операцій, а згодом — начальником бойових операцій.
У липні 2009 року він отримав звання полковника і повернувся до Пентагону на посаду начальника відділу стратегічних планів і політики. З 2010 по 2014 рік він служив на авіабазі Баклі, штат Колорадо, командиром 460-ї оперативної групи з червня 2010 по червень 2012 року та начальником Центру аерокосмічних даних NRO в Колорадо з червня 2012 по червень 2014 року.
У червні 2014 року Солтцман перейшов до Космічного командування ПС на базі ПС Петерсон, штат Колорадо, на посаду заступника директора з планів і програм. Менш ніж через рік перебування на цій посаді став начальником штабу у генерала Джона Е. Гайтена, який тоді був командувачем Космічного командування ПС. 3 липня 2016 року отримав звання бригадного генерала.
Після служби в Пентагоні генерал-лейтенант Джозеф Т. Гуастела, командувач Центрального командування Повітряних сил США (AFCENT), обрав Солтцмана своїм заступником. Він став першим заступником командира AFCENT, який не був пілотом бойової авіації.
Після створення Космічних сил США, з серпня 2020 до листопада 2022 року Бредлі Солтцман був заступником керівника космічних операцій з операцій, кібернетичної та ядерної безпеки.
27 липня 2022 року президент США Джо Байден висунув кандидатуру Солтцмана на підвищення в генерали та призначення другим керівником космічних операцій (CSO) Космічних сил США. 2 листопада 2022 року він вступив на посаду другого керівника космічних операцій у ході першої церемонії зміни командування Космічних сил.